# Lindbrokmal
Lindbrokmal, Chrysoclista linneella, är en fjärilsart som först beskrevs av Carl Alexander Clerck 1759.  Lindbrokmal ingår i släktet Chrysoclista, och familjen märgmalar, Parametriotidae. Enligt Catalogue of Life är familjetillhörigheten istället familjen gräsmalar, Elachistidae. Arten är reproducerande i både Sverige och Finland men enligt den finska rödlistan är arten starkt hotad, EN, i Finland. I Finland förekommer arten mycket sällsynt i Egentliga Finland och på Åland. Enligt den svenska rödlistan är arten sårbar, VU, i Sverige. I Sverige är arten funnen lokalt i spridda landskap från Skåne till Uppland. Arten förekommer även lokalt i Norge och Danmark samt i stora delar av Europa och öster ut till Mindre Asien. Artens livsmiljö är friska och torra naturlundar och den förekommer i bestånd av gamla lindar (Tilia sp.).